# Boessner

Herb Boessner

Boessner − polski herb szlachecki z nobilitacji.

## Opis herbu
Opisy z wykorzystaniem zasad blazonowania, zaproponowanych przez Alfreda Znamierowskiego
Na tarczy dzielonej w pas o poprzecznym pasie czerwonym ze złotymi brzegami w polu górnym błękitnym sześcioramienna gwiazda złota, w dolnym srebrnym dwie róże czerwone w pas. 
W klejnocie nad hełmem w koronie gwiazda jak w polu pomiędzy dwiema trąbami: z prawej złoto-błękitną, z lewej czerwono-srebrną. 
Labry z prawej błękitne podbite złotem, z lewej czerwone podbite srebrem.

## Najwcześniejsze wzmianki
Nadany neoficie 1775 Jakubowi Boessnerowi przez Józefa II. W roku 1784 tenże J. Boessner otrzymał tytuł barona.

## Herbowni
Herb ten był herbem własnym, toteż do jego używania uprawniony jest tylko jeden ród herbownych:
Boessner.